# Бајнобаштанска Баштина
Бајнобаштанска Баштина је лист Завичајног удружења „Баштина“ из Бајине Баште.
Часопис се бави локалним темама, људима и обичајима, а уредник часописа је Рашо Ивановић. Излази тромесечно.